# Prototheora cooperi
Prototheora cooperi là một loài bướm đêm thuộc họ Prototheoridae. Loài này có ở Nam Phi.